# Liêu Bích Nhi
Liêu Bích Nhi có tên tiếng Anh là Bernice Liu (sinh ngày 06 tháng 01 năm 1979 tại Maple Ridge, Prince Rupert, Vancouver, British Columbia, Canada) là một nữ diễn viên truyền hình-diễn viên điện ảnh, ca sĩ kiêm người mẫu nổi tiếng người Canada gốc Hồng Kông. Cô từng là diễn viên độc quyền của hãng TVB.

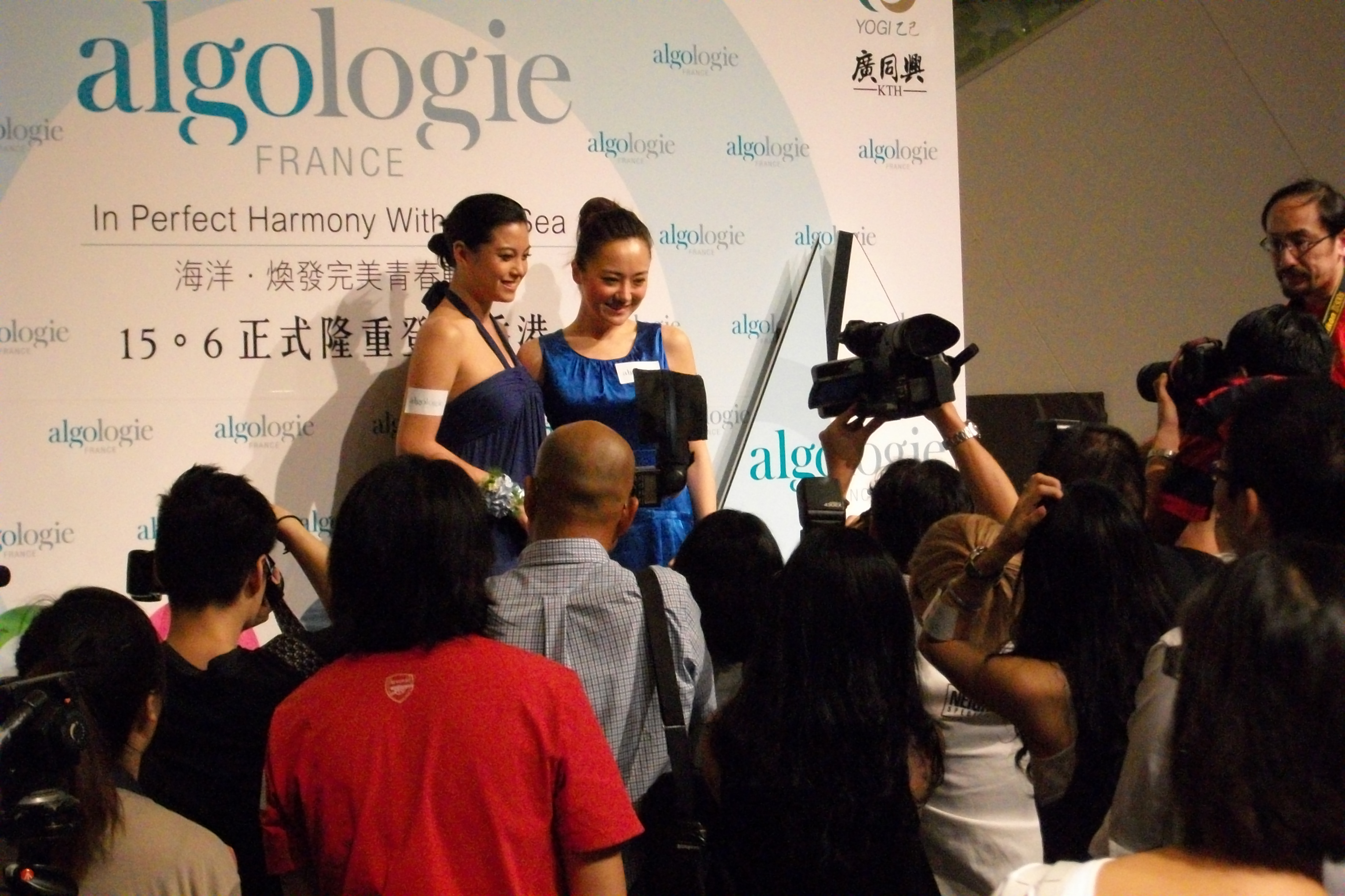
Harbour City

## Phim

### Phim truyền hình
| Năm       | Tên phim                        | Tên tiếng Anh                   | Vai diễn                  | Ghi chú |
| --------- | ------------------------------- | ------------------------------- | ------------------------- | --- |
| 2001–2003 | Gia đình vui vẻ                 | Virtues of Harmony              | Công chúa Thâm Điền       | |
| 2002      | Bước ngoặt cuộc đời             | Golden Faith                    | Alice Yiu Si-lai          | Khách mời |
| 2003      | Quy luật sống còn               | Survivors Law                   | Jessica Chiang Si-ka      | Đề cử — TVB Anniversary Awards for Most Improved Actress (Top 5) |
| 2003–2004 | Gia đình vui vẻ 2               | Virtues of Harmony II           | Joey Wong Yee             | Sitcom regular Đề cử — TVB Anniversary Awards for Most Improved Actress (Top 5) |
| 2004      | Supreme fate                    | Supreme Fate                    | Yau Man-yi                | |
| 2005      | Nợ tình                         | Love Bond                       | Kei Mei-lai               | Astro Drama Awards for My Favourite Character Astro Drama Awards for My Favourite Couple shared with Moses Chan Đề cử — TVB Anniversary Awards for Most Improved Actress (Top 5)                                                                                             |
| 2005      | Bàn tay nhân ái 3               | Healing Hands III               | Betsy Tsang Suk-kei       | |
| 2005      | Mất tích bí ẩn                  | Into Thin Air                   | Man Tai-bo                | Đề cử — Astro Drama Awards for Favourite Theme Song |
| 2007      | Hành động đột phá               | The Brink of Law                | Tsui Wing                 | Đề cử — TVB Anniversary Awards for Most Improved Actress (Top 5) |
| 2007      | Quan hệ đồng nghiệp             | Best Selling Secrets            | Herself                   | Cameo appearance (Episode 18) |
| 2007      | Thánh kiếm                      | Devils Disciples                | Pak-tong Chi-lung         | Đề cử — TVB Anniversary Awards for Most Improved Actress (Top 5) |
| 2007      | Điệu vũ cuộc đời                | Steps                           | Samantha Lee Sam-ying     | Đề cử — TVB Anniversary Awards for Best Actress (Top 20) Đề cử — TVB Anniversary Awards for My Favourite Female TV Character (Top 20) Đề cử — TVB Anniversary Awards for Most Improved Actress (Top 5) Đề cử — Astro Drama Awards for Most Unforgettable Kiss with Steven Ma |
| 2007      | Quy luật sống còn 2             | Survivors Law II                | Jessica Chiang Si-ka      | Cameo appearance (Episode 2) |
| 2008      | Cái giá của danh vọng           | Wasabi Mon Amour                | Ally Ko Yau-lai / Yim Lei | Đề cử — TVB Anniversary Awards for Best Supporting Actress (Top 10) |
| 2008      | Tình duyên láng giềng           | When a Dog Loves a Cat          | Kit Man Chi-kei           | |
| 2010      | Vụ án bí ẩn                     | The Mysteries of Love           | Nickole Ling Man-ka       | |
| 2010–2011 | Văn phòng bác sĩ                | Show Me the Happy               | Cherry Lui Ying-hung      | Sitcom regular |
| 2010–2011 | Đoàn binh gia đình              | Home Troopers                   | "Kam" Tung Kam-po         | |
| 2012      | Thâm cung thần bí               | Mystery in the Palace           | Imperial Noble Consort    | |
| 2012      | Tranh quyền đoạt vị             | The Greatness of a Hero         | Dik Ching-luen            | Previously warehoused; released overseas and on DVD in April 2009 |
| 2013      | Âm mưu bất thành                | The Slicing of the Demon        | Fok Sin-yiu               | Previously warehoused; released overseas and on DVD in March 2007 |
| 2013      | Sheng yan                       | Sheng Yan                       | Du Ningxiao               | |
| 2013      | Thổ địa ông thổ địa bà          | Earth God and Earth Grandmother | 趙月 Zhao Yue             | |
| 2014      | Gao shan qing                   | Gao Shan Qing                   |                           | |
| 2015      | Once upon a song                | Once Upon a Song                | Agnes Man                 | |
| 2015      | Ji xiang tian bao               | Ji Xiang Tian Bao               | Du San Niang              | |
| 2015      | Lion mom                        | Lion Moms                       | Jennifer Tan              | Lead role (MediaCorp's drama) |
| 2016      | Margaret and David: Green Beans | Margaret and David: Green Beans |                           | |
| 2017      | Công chúa Nước Lỗ               |                                 | Cơ Ý                      | |

### Phim điện ảnh
| Năm  | Phim                        | Vai diễn          | Ghi chú         |
| ---- | --------------------------- | ----------------- | --------------- |
| 2002 | My Wife is 18               | Cô Lee            |                 |
| 2003 | My Dream Girl               | Winnie            |                 |
| 2004 | Heat Team                   | Macy              |                 |
| 2009 | The King of Fighters        | Vice              | Direct-to-video |
| 2010 | Bad Blood                   | Audrey            |                 |
| 2010 | 72 Tenants of Prosperity    | Bullet-tooth Jane |                 |
| 2010 | The Legend is Born – Ip Man | Yumi Kitano       |                 |
| 2010 | Perfect Wedding             | Mimi              |                 |